# Hohenau (Gemeinde Dobersberg)
Hohenau ist eine Ortschaft und eine Katastralgemeinde der Marktgemeinde Dobersberg in Niederösterreich mit 83 Einwohnern (Stand 1. Jänner 2024).

## Geografie
Das um einen Linsenanger angelegte Dorf liegt nordwestlich von Dobersberg und südlich von Reibers am Lexnitzbach, der bei Lexnitz in die Thaya mündet. Am 1. April 2020 umfasste die Ortschaft 37 Adressen.

## Geschichte

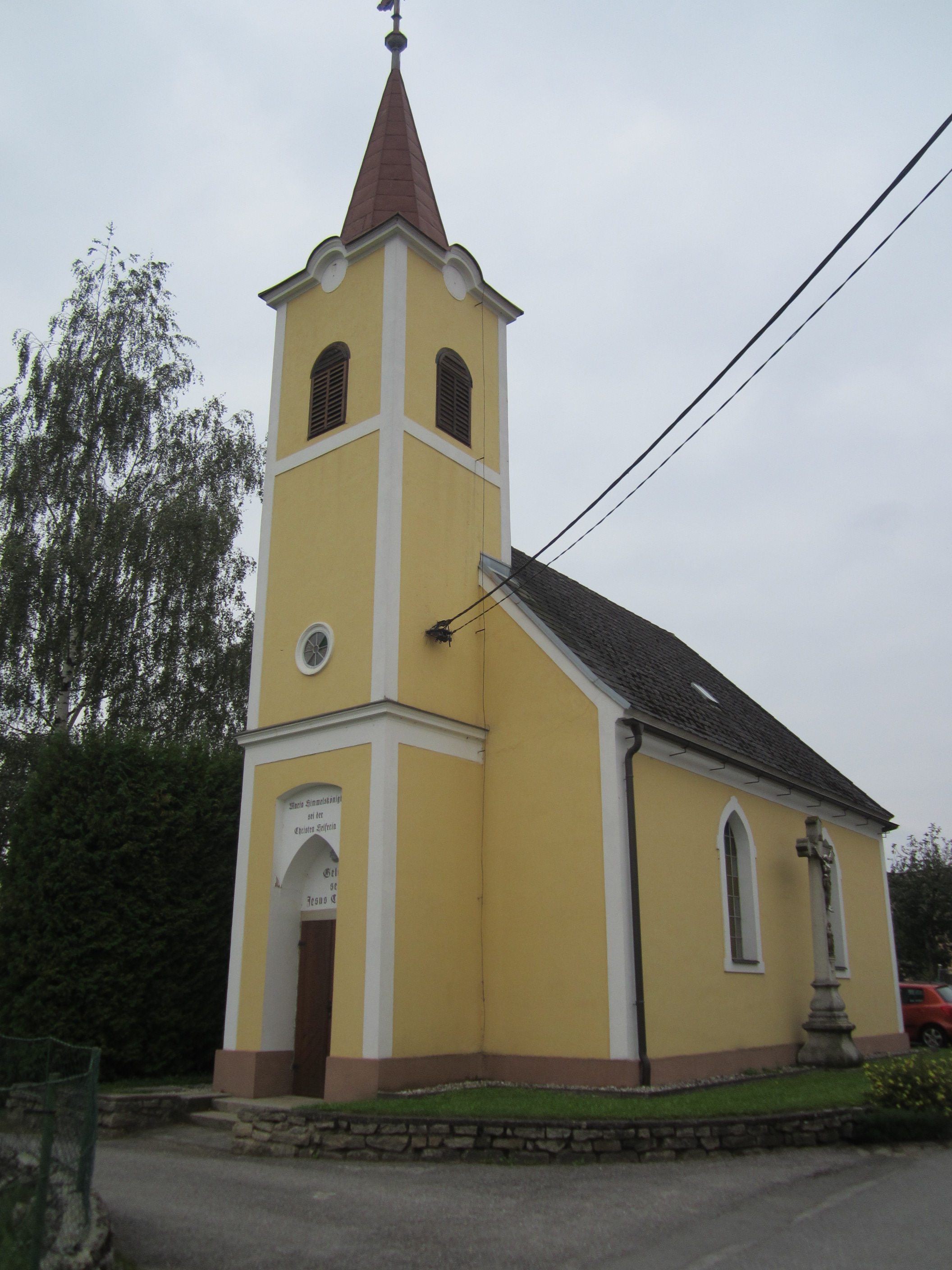
Ortskapelle Hohenau

Die ansässigen Landbauern und Kleinhäusler verfügten über eine mittelmäßige Bestiftung, berichtete Schweickhardt im 19. Jahrhundert über den Ort, und sie betrieben Ackerbau und Viehzucht. Bedeutsam war auch die Baumwollweberei. Im Jahr 1822 wurde der Ort als Dorf mit 29 Häusern genannt, das nach Dobersberg eingepfarrt war, wohin auch die Kinder eingeschult wurden. Die Herrschaft Dobersberg besaß die Ortsobrigkeit, übte die Landgerichtsbarkeit aus, besorgte die Konskription und hatte die Grundherrschaft inne. Laut Adressbuch von Österreich waren im Jahr 1938 in der Ortsgemeinde Hohenau ein Gastwirt, ein Schmied und einige Landwirte ansässig. Im Rahmen der Niederösterreichischen Kommunalstrukturverbesserung trat die damalige Ortsgemeinde Hohenau per 1. Jänner 1970 der Marktgemeinde Dobersberg bei.